# گلادوین (میشیگان)
گلادوین، میشیگان (به انگلیسی: Gladwin, Michigan) یک شهر در ایالات متحده آمریکا با جمعیت ۲٬۹۳۳ نفر است که در میشیگان واقع شده‌است.

## موقعیت جغرافیایی
موقعیت جغرافیایی شهرها و مناطق اطراف به شرح زیر است: